# کپلک اندرونه
کپلک اندرونه (نام علمی: Fasciolopsis buski) نام یک گونه از شاخه کرم‌های پهن است.

## توزیع جغرافیایی
آسیا و شبه قاره هند، به ویژه در مناطقی که انسان خوک پرورش می دهد و گیاهان آب شیرین مصرف می کند.

## عوارض بالینی
بیشتر عفونت ها سبک و بدون علامت هستند. در عفونت های شدیدتر، علائم شامل اسهال، درد شکم، تب، آسیت، آناسارکا و انسداد روده است.